# Peter Mafany Musonge
Peter Mafany Musonge (ur. 3 grudnia 1942) – kameruński polityk, wieloletni premier Kamerunu.
Pochodzi z grupy etnicznej Bakweri. Studiował w USA na Uniwersytecie Stanforda, jest inżynierem. Współpracownik i doradca prezydenta Paula Biyi, we wrześniu 1996 powołany przez niego na stanowisko premiera (w miejsce Simona Achidi Achu). Kierował z powodzeniem kampanią prezydencką Biyi w 2004, w grudniu 2004 po rekonstrukcji gabinetu zastąpiony na stanowisku szefa rządu przez Ephraima Inoni.